# 한서인
한서인(본명: 오연경(吳連卿)，1994년 8월 25일 ~ )은 대한민국의 여자 가수이다.

## 이력
더 씨야에서는 서브보컬을 맡고있으며, 파이브돌스에서는 메인보컬을 맡았었다.
2011년에 브라운 아이드 소울의 성훈과 연이라는 예명으로 라리라를 발매하였다.
2012년에 그룹 더 씨야의 내 맘은 죽어가요로 데뷔하였다.
2013년에 그룹 파이브돌스를 병행시작하였으며, SINCE 1971을 발표하였다. 지금 현재는 더 씨야의 해체로 연습생 신분이 되었다. 이름을 본명에서 한서인이라는 이름으로 바꾸고 지금 현재 아이돌 리부팅 프로젝트 더 유닛에서 참가자로 출연했다.

## 학력
- 반포고등학교
- 경희대학교 포스턴모던음악학과 (학사)
- 경희대학교 실용음악학과 (석사)

## 방송
- 2012년 SBS 《런닝맨》(특별출연) 98회 6월10일 방송
- 2017년 KBS2 아이돌 리부팅 프로젝트 더 유닛

## 영화
- 2020년 돌멩이 - 유치원 선생님 역